# Bataille de Dondon (1794)
Pour les articles homonymes, voir Bataille de Dondon.
Révolution haïtienne
Batailles
Insurrections (1791-1793)
- Bois-Caïman
- Croix-des-Bouquets
- Morne Pelé
- 1re La Tannerie
- Port-au-Prince
- Le Cap-français

Interventions espagnoles et britanniques (1793-1798)
- 2e La Tannerie
- Marmelade
- Saint-Michel-de-l'Attalaye
- Ennery
- 3e La Tannerie
- Fort-Dauphin
- 1re Tiburon
- L'Acul
- La Bombarde
- 2e Tiburon
- Les Gonaïves
- Port-Républicain
- 1re Dondon
- Massacre de Fort-Dauphin
- Saint-Marc
- Léogane
- Saint-Raphaël
- Trutier
- 3e Tiburon
- 1re Verrettes
- Grande-Rivière
- Mirebalais
- Las Cahobas
- 2e Verrettes
- Petite-Rivière
- 2e Dondon
- 1re Les Irois
- Jean-Rabel
- 2e Les Irois

Guerre des couteaux (1799-1800)
- Jacmel

Expédition de Saint-Domingue (1802-1803)
- La Ravine-à-Couleuvres
- Kellola
- Plaisance
- La Crête à Pierrot
- Noyades du Cap-Français
- Port-au-Prince
- Vertières
- Massacres de 1804 en Haïti

La bataille de Dondon se déroula pendant la révolution haïtienne.

## La bataille
Début juillet, les Espagnols et leurs auxiliaires noirs commandés par le général Jean-François attaquèrent la ville de Dondon, dont les troupes, commandées par Toussaint Louverture, étaient passées à la République française. Toussaint était absent, il combattait à Borgne et les hommes qui restaient étaient trop peu nombreux, Jean-François s'empara aisément de la place.
Mais Toussaint, victorieux à Borgne, regagna ensuite Dondon et mit en déroute les forces de Jean-François.
Le 7 juillet, à Marmelade, il fit son rapport au gouverneur Lavaux :

« Je m'empresse de vous faire part des succès que j'ai remportés il y a trois jours sur le général Jean-François au Dondon. Celui-ci avait été envoyé du Fort-Dauphin pour me combattre. Pendant mon séjour au Port Margot, il a attaqué mes troupes à plusieurs reprises, mais il a été toujours repoussé. En revenant après la réduction du camp Bertin, je me suis mis en devoir de l'attaquer à mon tour. Ayant bien pris mes dimensions, j'ai attaqué à la fois le Dondon et tous ses postes qui ont été enlevés le sabre à la main. Peu s'en est fallu que je n'aie pris Jean-François; il n'a dû son salut qu'à l'épaisseur des halliers où il s'est jeté. J'ai pris tout son bagage, ses papiers, etc. Mes troupes ont fait un carnage de ses gens. J'ai fait beaucoup de prisonniers. La déroute a été si complète que le Grand-Boucan a été évacué. J'ai chassé l'ennemi jusqu'à la Montagne Noire. »